# 算學
算學，又作筭學，是指漢字文化圈傳統的數學體系，源於中國，包括中國的算學、日本的和算、朝鮮半島的韓算，以及越南、琉球的算學。特點是机械化、算法化、和构造性，且具有强烈的实用数学特点，与希腊数学重逻辑推理和抽象化的希腊数学形成鲜明的对照。

## 特點
算學基本特征在于将实用问题（包括几何学问题）代数化，转化为线性方程组、高次多项式方程、或高次多项式方程组。傳統的計算工具有算筹、算盘等，配合算经中的术文或珠算口诀等计算流程進行。